# Licença compulsória
A licença compulsória ou obrigatória de patentes, conhecida como "quebra de patente" significa uma suspensão temporária do direito de exclusividade do titular de uma patente, permitindo a produção, uso, venda ou importação do produto ou processo patenteado, por um terceiro, desde que tenha sido colocado no mercado diretamente pelo titular ou com o seu consentimento.
Esse instrumento é acionado pelo governo do país que concede a patente, intervindo sobre o monopólio de sua exploração. Essa licença é um mecanismo de defesa contra possíveis abusos cometidos pelo detentor de uma patente, ou, para os casos de "interesse público".
Porém, é importante lembrar que o termo "quebra de patente" é erroneamente aplicado à licença compulsória. Diferente do termo quebra de patente, que propõe a ideia de rompimento de contrato, o licenciamento compulsório segue normas estabelecidas em acordos internacionais como no Tratado da Convenção da União de Paris (CUP) de 1883 e no Acordo sobre aspectos dos Direitos de Propriedade Intelectual Relacionados ao Comércio (Trips), em inglês Trade-Related Aspects of Intellectual Property Rights, da Organização Mundial do Comércio (OMC) no ano de 1994.
Antes do decreto de uma licença compulsória, o governo proponente deve tentar negociar com o titular da patente. No caso de insucesso dessa negociação, o proponente da licença faz uma declaração expondo a situação que levará ao licenciamento e, após o decreto da licença, deve oferecer ao titular da patente uma remuneração financeira justa pela exploração de seu invento, efetuando o pagamento de royalties.

## Histórico
O conceito de licença compulsória já constava do Estatuto dos Monopólios do Reino Unido, a base do sistema contemporâneo de patentes, promulgado pelo parlamento da Inglaterra em 1624. Em 1873, no Congresso de Viena para a reforma de Patentes, discutiu-se que o monopólio da exploração da patente deveria ser revisto "nos casos requeridos pelo interesse público".
Na Convenção da União de Paris, em (1883), estipulou-se as regras gerais para concessão de licença compulsória, na tentativa de se fortalecer seu conceito contra os exercícios abusivos de direitos sobre patentes. Porém, as regras específicas e uniformes para a licença compulsória só foram estabelecidas na Revisão da CUP, em Estocolmo, em 1967. O Acordo Trips, assinado pelos membros da OMC em 1994, apresentou em seu artigo 31 as disposições para a licença compulsória. Porém ao invés de utilizar o termo "licença compulsória ou obrigatória", o artigo 31 versa sobre "outro uso sem autorização do titular" explicando se tratar do uso do objeto de patente, pelo governo ou por terceiros autorizados pelo governo, sem a autorização de seu titular.

## Aspectos Legislativos
As determinações relacionadas à licença compulsória, inseridas durante a revisão de Estocolmo no Acordo da CUP, estão descritas no artigo 5, item A, subitem 1 a 5. Entre essas determinações, o acordo estabelece que cada país terá o direito de adotar medidas legislativas prevendo a concessão de licenças obrigatórias para prevenir os abusos do exercício dos direitos exclusivos conferidos pela patente. Determina, ainda, que a licença obrigatória deverá ser aplicada como uma medida de prevenção do abuso da patente e, só depois de constatada sua ineficiência, deve se partir para a concessão de caducidade de uma patente.
O Acordo Trips, em seu artigo 27.1, determina como matéria patenteável invenções em todos os setores tecnológicos, desde que preencham os requisitos de patenteabilidade. Com essa determinação, os países que assinaram o acordo, entre eles o Brasil, concordaram em conceder proteção patentearia também a produtos e processos farmacêuticos. Para isso, o Brasil, que não concedia proteção para esses inventos antes da assinatura do acordo, teve que modificar sua legislação de propriedade industrial. Assim, a nova Lei da Propriedade Industrial (LPI) nº 9.279/96 entrou em vigor a partir de 15 de maio de 1997.
A LPI aborda a licença compulsória em seus artigos 68 a74. De acordo com a LPI, a licença compulsória deve ser concedida pelos seguintes motivos:
1. Artigo 68 §1º - insuficiência de exploração
2. Artigo 68 §2º - exercício abusivo
3. Artigo 68 §3º - abuso de poder econômico
4. Artigo 70 - dependência de patentes
5. Artigo 71 - interesse público ou emergência nacional

A dependência entre patentes, abordada no artigo 70, diz respeito à patente cuja exploração depende obrigatoriamente da utilização do objeto de patente anterior. Esse artigo privilegia o desenvolvimento tecnológico, uma vez que permite a utilização da informação de uma patente para pesquisa, mesmo que essa patente esteja sob proteção, para que se desenvolvam novas invenções e, por conseguinte, novas patentes.
No Acordo Trips, o licenciamento compulsório é abordado no artigo 31. Porém, os motivos para concessão do licenciamento não são abordados de maneira específica. O artigo cita que o licenciamento poderá ser concedido nos casos de emergência nacional, outras circunstâncias de extrema urgência ou em casos de uso público não comercial.

## Licença compulsória no Brasil
As políticas de saúde para combate à AIDS e para atendimento aos portadores de HIV do Brasil são políticas consideradas precursoras e elogiadas internacionalmente. Para atendimento aos portadores de HIV, o governo brasileiro sancionou, em 13 de novembro de 1996, a Lei 9.313 disponibilizando a distribuição gratuita de medicamentos antirretrovirais pelo sistema público de saúde.
Porém, com a assinatura do Acordo Trips, em 1994, e a consequente alteração da legislação brasileira de propriedade industrial em 1996, o Brasil começou a conceder patentes de produtos e processos farmacêuticos e não pôde mais fabricar os medicamentos genéricos dos antirretrovirais sem o pagamento de royalties aos titulares das patentes. Esse fato sobrecarregou financeiramente o governo brasileiro.
Devido às dificuldades para manutenção de suas políticas públicas de distribuição de medicamentos, o Brasil começou a estudar a possibilidade de utilização de licenças compulsórias de patentes desses medicamentos. No início do ano de 2001, o governo brasileiro declarou a possibilidade de licenciamento compulsório das patentes do efavirenz e nelfinavir. Em março do mesmo ano, após as negociações com a empresa norte americana Merck Sharp and Dohme, o Brasil conseguiu a redução do preço do efavirenz, conseguindo uma economia anual aos cofres públicos de R$ 80 milhões.
Em relação ao nelfinavir, em 22 de agosto de 2001, após 5 meses de tentativas de negociação com o laboratório Hoffmann–La Roche, o ministro da saúde José Serra chegou a anunciar o licenciamento compulsório de patente do medicamento nelfinavir, alegando situação de emergência devido a impossibilidade de custeio devido aos altos preços do medicamento e interesse público. Após o anúncio, porém, com o aceite de redução dos preços em 40,5% pela Roche, o processo de licenciamento compulsório foi interrompido.
Com a assinatura de um decreto presidencial 4.830, de 4 de Setembro de 2003, o governo brasileiro autorizou a importação de medicamentos genéricos, sem o consentimento do detentor da patente, em caso de emergência ou interesse público. O decreto visava principalmente a compra de antirretrovirais, uma vez que o governo estava em negociações com as empresas detentoras das patentes dos medicamentos lopinavir, efavirenz e nelfinavir, tentando reduzir os custos de aquisição. O decreto assinado ainda autorizava a produção, em grande escala, dos três antirretrovirais pelo laboratório estatal Farmanguinhos, da Fundação Oswaldo Cruz. Em dezembro de 2003, o governo brasileiro, por declaração do então ministro da saúde Humberto Costa, novamente cogitou a possibilidade de produção do antirretroviral nelfinavir por laboratórios estatais, Porém, desistiu após conseguir a redução dos preços dos medicamentos nelfinavir, lopinavir, efavirenz, tenofovir e atazanavir em negociação com as empresas.
Em junho de 2005, o governo brasileiro pela Portaria 985, de 24/06/2005, considerou o medicamento Kaletra da Abbott Laboratories (lopinavir + ritonavir), um medicamento de interesse público e, portanto, apropriado para licenciamento compulsório. Uma negociação com a empresa, posterior a publicação do decreto, resultou em um contrato com cláusulas que limitavam medidas legais, fixavam o preço do medicamento até 2011 e previam acréscimo de 10% para nova formulação termoestável do medicamento. O acordo com cláusulas abusivas que resultavam em altos preços do medicamento fizeram com que ONGs do Grupo de Trabalho sobre Propriedade Intelectual (GTPI) e da Rede Brasileira pela Integração dos Povos (REBRIP) (como ABIA, Conectas Direitos Humanos, GIV, Grupo Pela Vidda/SP, IDEC, GAPA/SP e Gestos), juntamente com o Ministério Público Federal ingressassem na Justiça Federal para obrigar o governo a licenciar compulsoriamente o medicamento Kaletra.
Em 2007, o ministro da saúde José Gomes Temporão declarou como de interesse público o medicamento efavirenz pela Portaria 886, de 24 de abril de 2007. As dificuldades do governo brasileiro para manutenção do tratamento de 75.000 pacientes com HIV foram os motivos da publicação da portaria, uma vez que em negociações com a empresa Merck, o Brasil não conseguiu o preço que consideraria satisfatório para aquisição do medicamento. A empresa ofereceu o medicamento efavirenz a um custo de US$1.59 por dose diária a pacientes do Brasil, enquanto o preço do medicamento oferecido para a Tailândia foi de US$0.65. Assim, em 04 de maio de 2007, em uma cerimônia pública, o ministro da Saúde José Gomes Temporão e o presidente Luiz Inácio Lula da Silva assinaram o decreto 6.108, promulgando o licenciamento compulsório do efavirenz.

## Alguns relatos de licença compulsória em outros países
Diversos países do mundo, entre eles África do Sul, Alemanha,  Argentina, Canadá, China, Coreia do Sul, Estados Unidos, Indonésia, Israel, Itália, Malásia, Moçambique, Tailândia e Reino Unido, entre outros, já praticaram, pelo menos uma vez o regime de licenciamento compulsório de patentes. Algumas dessas casos são detalhados a seguir:
Canadá
Entre 1969 e 1992 o Canadá decretou cerca de 613 licenciamentos compulsórios, permitindo a produção e importação de produtos farmacêuticos sem a autorização dos respectivos detentores de patentes.
Estados Unidos
Entre os anos de 1960 e 1970 o governo americano produziu e utilizou tetraciclina e meprobamato, para fins militares, sem autorização das empresas detentoras de patentes. Na década de 80 os EUA declararam o licenciamento compulsório da patente de insulina, pertencente à empresa Eli Lilly.
Na segunda metade da década de 1980 até a década de 1990, o governo dos EUA decretou seis licenças compulsórias em resposta ao crescente número de fusões entre empresas, tentando evitar o consequente monopólio do mercado farmacêutico.
No final de 2001, devido aos ataques terroristas com Antraz, os Estados Unidos utilizaram a possibilidade de licenciamento compulsório como ameaça para conseguir a redução do preço da ciprofloxacina em negociações com a empresa Bayer.
Itália
Em junho de 2005, após investigação sobre abusos de poder contra as empresas GlaxoSmithKline and Merck & Co Inc., o governo italiano ordenou o licenciamento compulsório dos antibióticos imipenem e cilastatina, utilizados em infecções hospitalares, cuja patente pertencia a empresa Merck.
Em 2007, a Itália decretou o licenciamento compulsório da patente do medicamento finasterida, também pertencente a empresa Merck.
Malásia
Em setembro de 2004, a Malásia instituiu o licenciamento compulsório para importar da Índia, os antirretrovirais didanosina, zidovudina e lamivudina com zidovudina.
Moçambique
Em 5 de abril de 2004 o ministro da Indústria e Comércio de Moçambique decretou licenciamento compulsório dos antirretrovirais lamivudina, estavudina e nevirapina, que passaram a ser produzidos por uma empresa local.
Tailândia
Em 29 de novembro de 2006 o governo tailandês anunciou o licenciamento compulsório da patente do medicamento antirretroviral efavirenz, pertencente à empresa Merck. O decreto do licenciamento compulsório anunciava a importação do medicamento da Índia, além da produção local até 2011.
Em seguida, em 25 de janeiro de 2007, o governo da Tailândia declarou o licenciamento compulsório do antirretroviral Kaletra (ritonavir e lopinavir), da empresa Abbott, e do medicamento para doenças coronárias Plavix (clopidogrel), da empresa Sanofi.